# Май (Горный улус)
Май (якут. Маай) — село в Горном улусе Якутии России. Входит в состав Бердигестяхского наслега.

## География
Село находится в центральной части Якутии, около автодороги местного значения Бердигестях — Дикимдя — Ерт, на расстоянии 7 км к югу от села Бердигестях, административного центра улуса.

## История
Согласно Закону Республики Саха (Якутия) от 30 ноября 2004 года N 173-З N 353-III село вошло в образованное муниципальное образование Бердигестяхский наслег.

## Население
| 2002 | 2010 | 2021 |
| ---- | ---- | ---- |
| 13   | ↘10  | ↘8   |

## Экономика
Животноводство (мясо-молочное скотоводство, мясное табунное коневодство)